# Grundschänke (Lübbenau/Spreewald)
Grundschänke war eine Kolonistensiedlung bei Krimnitz, einem heutigen Ortsteil der Stadt Lübbenau/Spreewald im Landkreis Oberspreewald-Lausitz in Brandenburg. Sie liegt südwestlich des Ortszentrums von Krimnitz und ist heute mit dem Ort verwachsen. Auf die Siedlung deutet heute der Straßenname Grundschänke hin.

## Geschichte
In der Topographisch-statistischen Übersicht des Regierungsbezirks Frankfurt a.d.O. aus dem Jahr 1844 ist die Siedlung Grundschänke als Kolonie von Krimnitz (damals noch Crimnitz) verzeichnet. Der Ort war Dorfkrug von Krimnitz, hatte zwei Wohngebäude mit 15 Einwohnern und war nach Zerkwitz eingepfarrt. Bereits 1867 wird der Ort nicht mehr gesondert erwähnt, sondern unter Crimnitz als „ausgeb. Schänke“ aufgelistet.